# Clitiga marlisae
Clitiga marlisae är en stekelart som beskrevs av Heinrich 1965. Clitiga marlisae ingår i släktet Clitiga och familjen brokparasitsteklar. Inga underarter finns listade i Catalogue of Life.